# Год, когда мои родители уехали в отпуск
«Год, когда мои родители уехали в отпуск» (порт. O Ano em Que Meus Pais Saíram de Férias) — бразильский драматический фильм 2006 года режиссера Као Гамбургера.

## Сюжет
12-летний Мауру (Мишёл Жоелсас) увлекается футболом. Его отец — коммунист. Из-за опасности преследования со стороны военного правительства Бразилии родители решают отправить Мауру к дедушке в Сан-Паулу, в район Бон-Ретиру. Они оставляют Мауру около дома, говорят ему, что отправляются в отпуск и обещают вернуться к Чемпионату мира.
Оказалось, что в этот день дедушка Мауру (Пауло Аутран) умер. За Мауру присматривает сосед Шлёма (Жермано Ают). Между ними возникают конфликты из-за того, что Мауру — гой и не уважает иудейские традиции. После очередной ссоры Мауру переходит жить в квартиру дедушки.
Постепенно он знакомится с соседями и со сверстниками, в первую очередь с Анной (Даниэла Пепшик), со студентами, барменшей Ирена (Лилияна Кастро) и её ухажёром, а также мирится со Шлёмой. Мауру мечтает стать вратарём.
Полиция арестовывает студентов. Мауру помогает спрятаться одному из них, Италу (Кайю Блат). Полиция арестовывает Шлёму. Но тому удаётся освободиться самому, а также добиться освобождения матери Мауру, и та встречается с ним во время финального матча Чемпионата мира.
Мауру с матерью (Симоне Споладоре) покидают страну. Его отец исчез.

## Награды
- 21 награда на кинофестивалях Бразилии и Латинской Америки. В 2008 году был номинирован на Оскар.[источник?]